# Sofie Asplin
Sofie Asplin (* 26. August 1996) ist eine norwegische Schauspielerin und Synchronsprecherin.

## Leben
Sofie Asplin ist die Großnichte des norwegischen Pianisten Per Asplin. Neben ihrer Muttersprache Norwegisch spricht sie Schwedisch und Englisch fließend.
Asplin begann 2012 durch Besetzungen in zwei Episoden der Fernsehserie Erobreren und dem Spielfilm Die Legende vom Weihnachtsstern mit dem Schauspiel. 2015 war sie in insgesamt 41 Episoden der Fernsehserie Mysteriet på Sommerbåten zu sehen. Es folgte von 2015 bis 2016 die Darstellung der Jenny Augusta Anker-Hansen in 79 Episoden der Fernsehserie Hotel Cæsar. Seit 2016 arbeitet sie auch als Synchronsprecherin. So synchronisierte sie von 2016 bis 2017 Romy Weltman in ihrer Rolle als Kit Dunn in der kanadischen Fernsehserie Backstage. Außerdem sprach sie den fiktiven Charakter Ari Hauntington in den zwei Monster-High-Animationsfilmen. 2018 übernahm sie die Hauptrolle im Kurzfilm IDA.

## Filmografie

### Schauspiel
- 2012: Erobreren (Mini-Serie, 2 Episoden)
- 2012: Die Legende vom Weihnachtsstern (Reisen til julestjernen)
- 2015: Mysteriet på Sommerbåten (Fernsehserie, 41 Episoden)
- 2015–2016: Hotel Cæsar (Fernsehserie, 79 Episoden)
- 2018: IDA (Kurzfilm)

### Synchronsprechen
- 2016: Monster High: Welcome to Monster High (Animationsfilm)
- 2016–2017: Backstage (Fernsehserie, 59 Episoden) Romy Weltman als Kit Dunn
- 2017: Monster High: Electrified (Animationsfilm)